# Нозімахон Каюмова
Назімахон Каюмова (нар. 17 серпня 1992) — слабозора узбецька паралімпійська спортсменка, змагається метанні списа в класі F13. Виграла золоту медаль у змаганнях з метання списа серед жінок у класі F13 на літніх Паралімпійських іграх 2016 у Ріо-де-Жанейро та на Літніх Паралімпійських іграх 2020 у Токіо.